# St-Louis (Neuf-Brisach)
St-Louis (dt.: St. Ludwig) ist eine römisch-katholische Kirche an der zentralen Place d’Armes General de Gaulle im elsässischen Neuf-Brisach. Das Kirchengebäude steht als Monument historique unter Denkmalschutz.

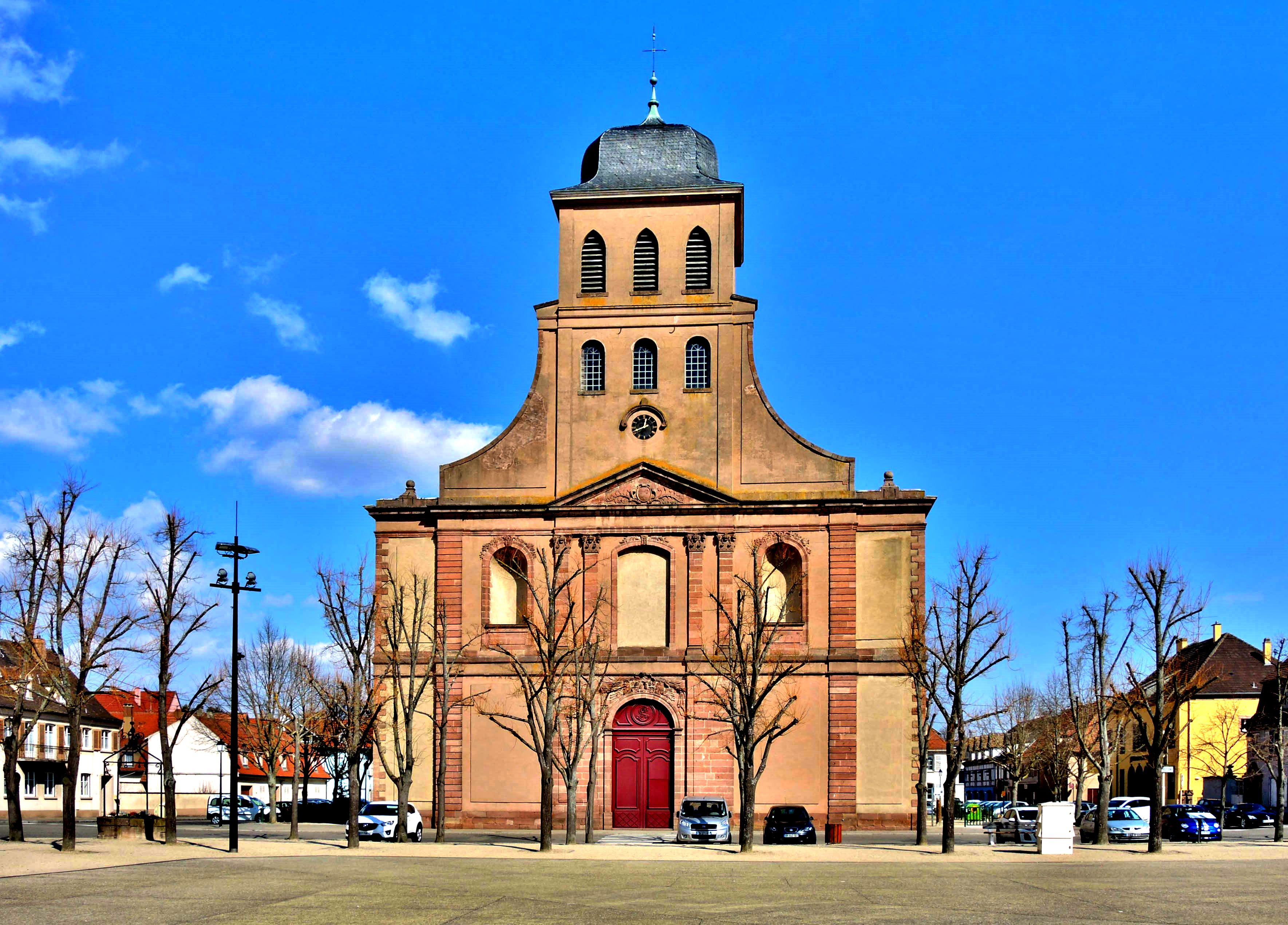
Neuf-Brisach, Westfassade St-Louis

## Geschichte

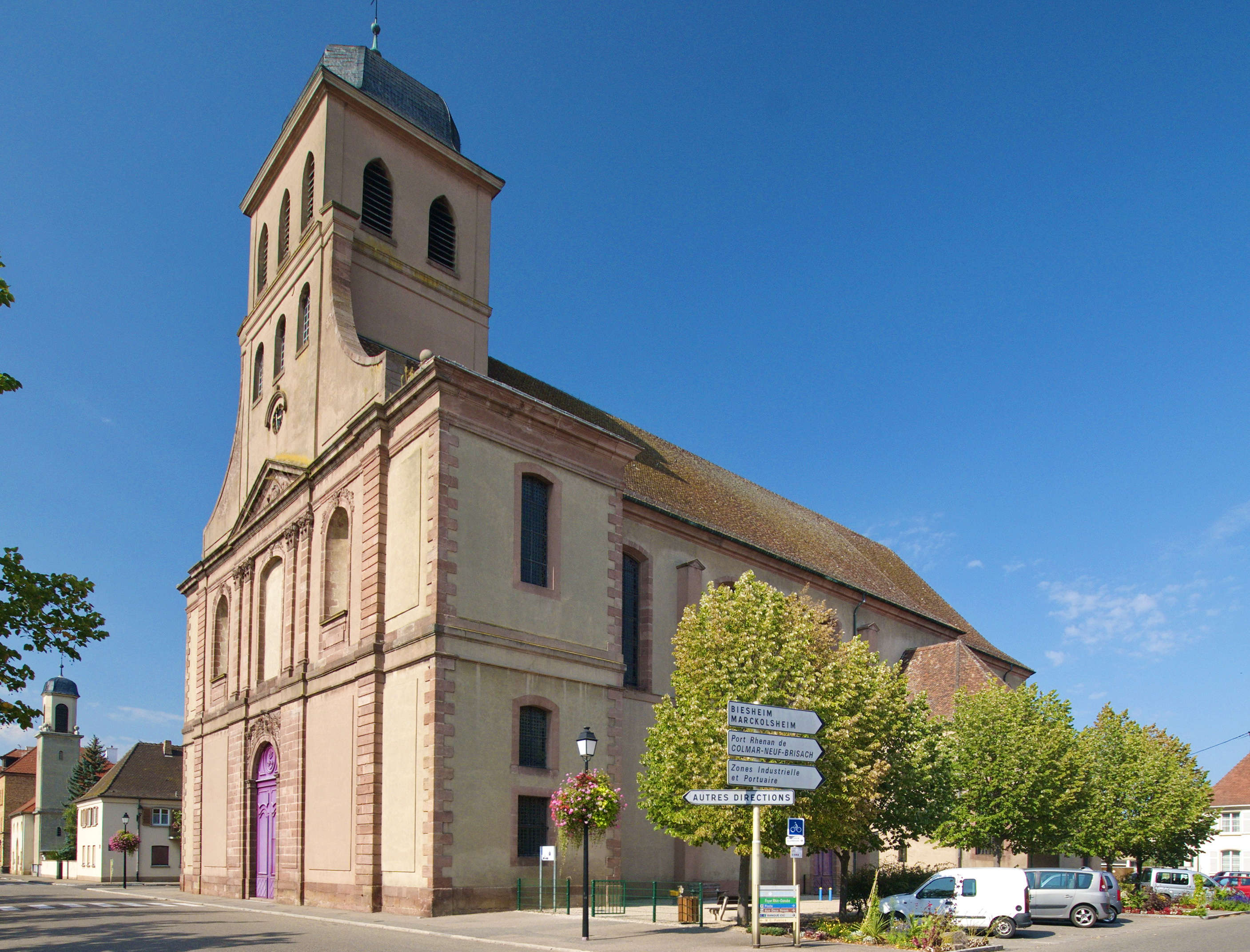
St-Louis von Süden

Die nach dem Westfälischen Frieden erbaute Stadt Saint-Louis wurde nach dem Frieden von Rijswijk niedergelegt. An ihre Stelle trat die 1699 gegründete Festung Neu-Breisach. Den Plan dafür entwarf Sébastien Le Prestre de Vauban. Die Straßen sind streng rechtwinklig angelegt. In einer der entstandenen „Häuserinseln“ direkt am Waffenplatz im Zentrum der Zitadelle sollte eine Kirche entstehen. Vauban beauftragte seinen Mitarbeiter Jacques Tarade mit Plänen für dieses Gotteshaus, doch aufgrund der fehlenden Finanzierung wurde das Projekt nicht realisiert. 20 Jahre später sollte Louis de Cormontaigne eine Kirche entwerfen, die allerdings ebenfalls nicht realisiert wurde. Stattdessen behalf man sich mit einer Holzkirche. Nachdem Ludwig XV. die Erhebung einer Sondersteuer genehmigt hatte, bat die Stadt den Intendanten des Elsass um Pläne für eine Kirche. Im Mai 1731 präsentierte François Chevalier, ein Assistent von Joseph Massol, der Stadt seine Entwürfe. Nur wenige Monate später wurde die Grundsteinlegung gefeiert und die Kirche in den Jahren 1732 bis 1736 erbaut.
Erneut drohte das Projekt an Finanzierungslücken zu scheitern. Die Kirche wurde zwar noch 1736 eröffnet, doch Dekor und Mobiliar wurden erst 1746/47 angeschafft. So hatte man schon 1736 Andreas Silbermann mit dem Bau einer Orgel beauftragt, doch die Entwürfe wurden nie realisiert. Erst 1767 translozierte Weinbert Bussy die Orgel der Jesuiten aus Ensisheim, die Jean-Baptiste Waltrin 1743 erbaut hatte.
Nach Instandsetzungsarbeiten am Dach und Malerarbeiten im Inneren in den Jahren 1768 bis 1767 wurde die Kirche schließlich am 12. Oktober 1777 dem heiligen Ludwig geweiht. 
Während der Französischen Revolution wurde das Innere der Kirche verwüstet. Nur Orgel und Kanzel überstanden die Zerstörungswut der Revolutionäre. Erst 1802 wurde die Kirche wieder als Gotteshaus genutzt. Ein Blitzeinschlag führte 1848 zu einem verheerenden Brand in St. Ludwig und fügte dem Gebäude und der Orgel schwere Schäden zu. Während die Orgel noch im selben Jahr erneuert wurde, dauerte die Restaurierung des Gebäudes bis 1861. Auch der Deutsch-Französische Krieg 1870/71 hinterließ seine Spuren am Kirchengebäude. 
Den Zweiten Weltkrieg überstand die Kirche weitgehend unbeschadet bis zu den Bombardements Neuf-Brisachs am 6. Februar 1945. An diesem Tag trafen Bomben das Gebäude und zerstörten es komplett. In den Jahren 1954 bis 1965 erfolgte der Wiederaufbau durch Bertrand Monnet. In den Jahren 1965 bis 1975 wurde das Innere restauriert.

## Architektur

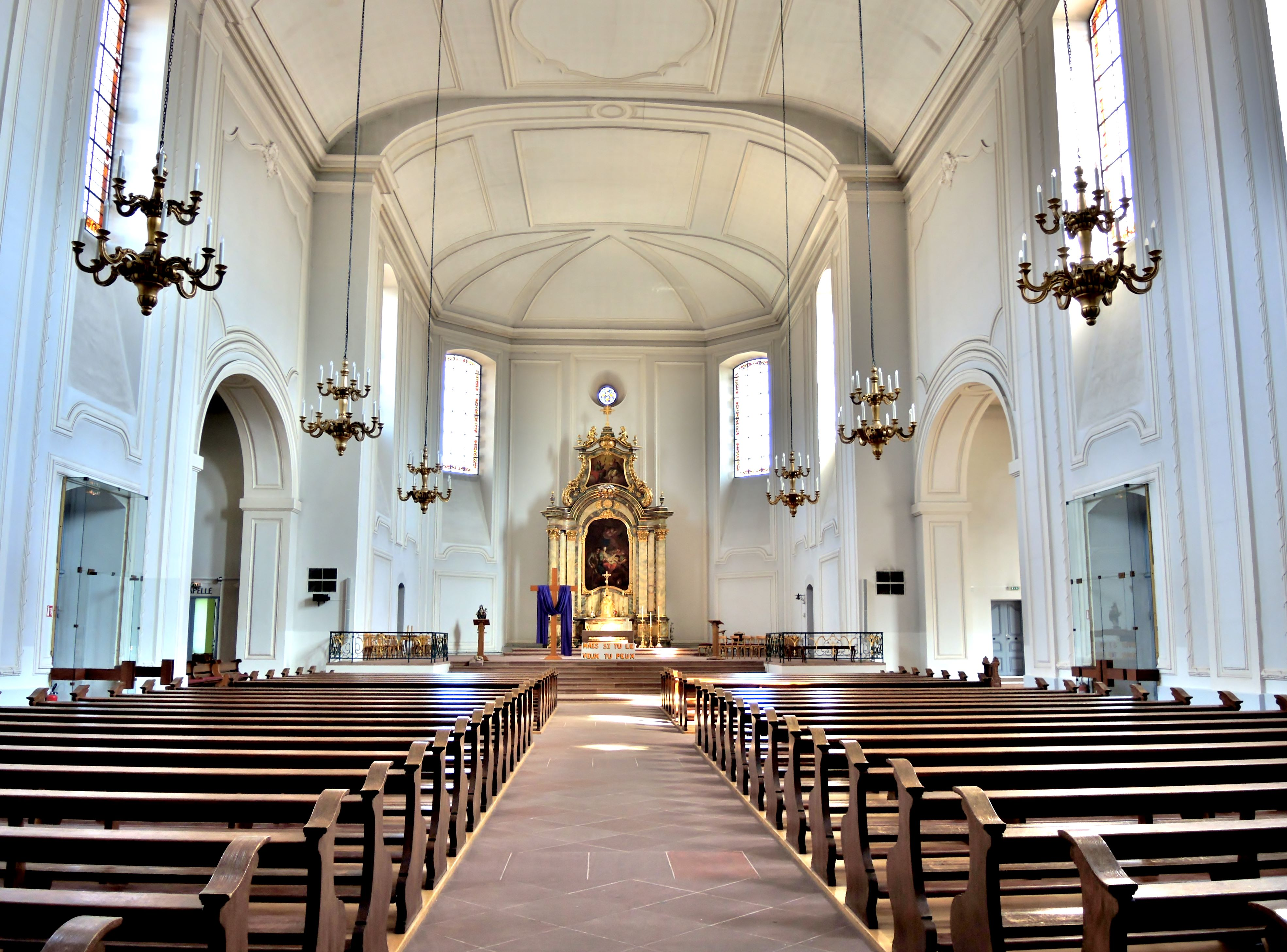
Kirchenschiff mit Chor und Eingang zu den Seitenkapellen

Die zweigeschossige leicht gestufte Westfassade wird von Lisenen, Pilastern, Eckquaderungen und Gesimsen reich gegliedert. Das Erdgeschoss ist fensterlos, die darüber liegenden Fensteröffnungen mit Rund- und Segmentbogen sind als Nischen vermauert. Ein hohes Rundbogenportal bildet den Eingang zur Kirche. Der Baukörper wird zentral von einem Dreiecksgiebel mit Wappenfeld mit Rankwerk überragt. Dahinter erhebt sich ein Schweifgiebel, in dessen Zentrum ein mächtiger Fassadenturm über quadratischem Grundriss errichtet wurde. Hinter dieser westwerkartigen Fassade setzt sich ein eingezogenes Kirchenschiff fort. Zwei einem niedrigeren Querhaus ähnliche Kapellen schließen sich an, auf die ein leicht eingezogener Chor mit dreiseitigem Schluss folgt. In der breiten Stirnseite des Chores sitzt ein Okulus. Die flache Decke des Saales geht über eine breite Hohlkehle in die Wände über. Decken und Wände sind mit flach stuckierten Feldern verziert.

## Ausstattung

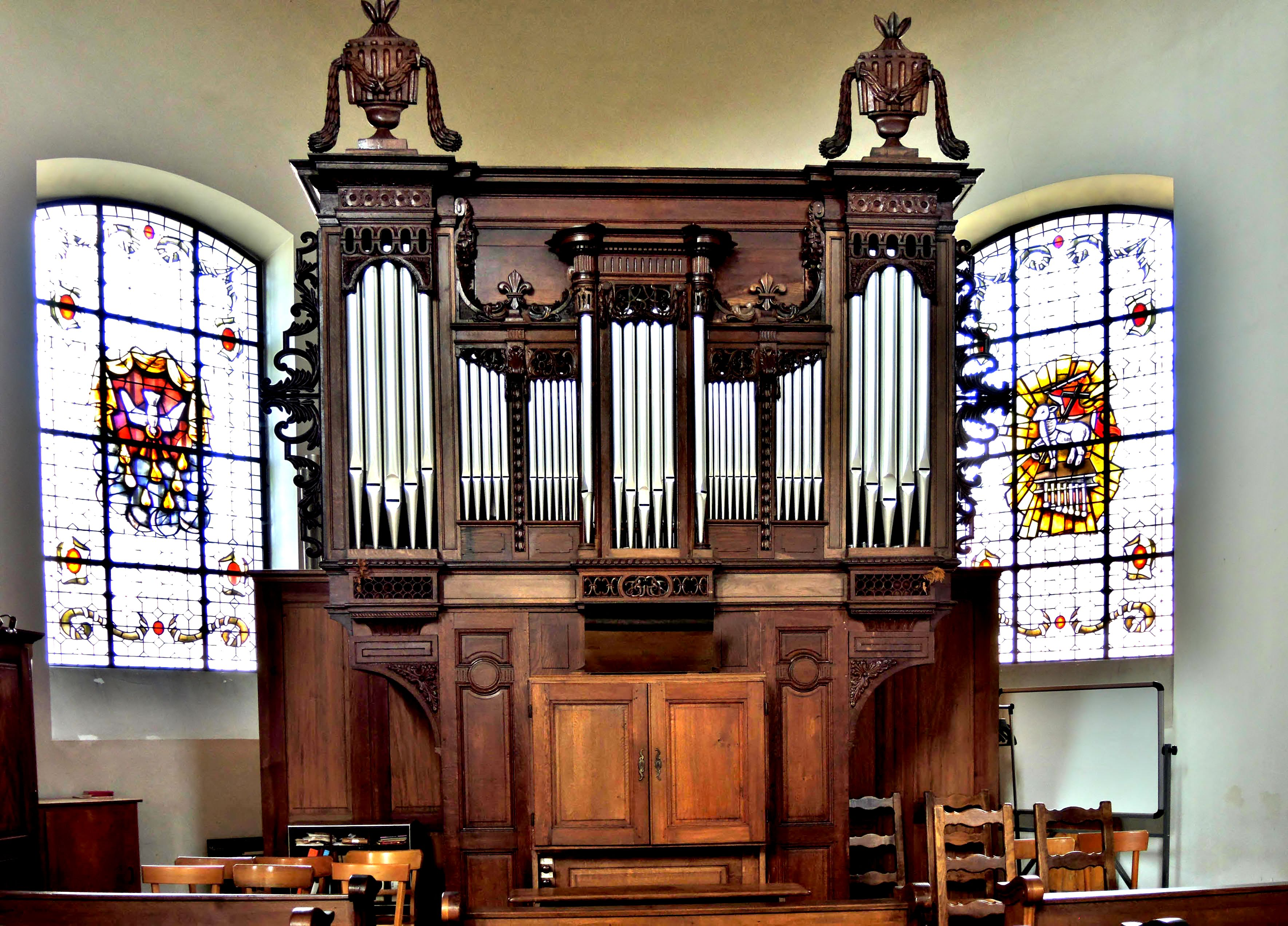
Orgel St-Louis

Der barocke Hochaltar stammt aus Gambsheim im Unterelsass und wurde im 18. Jahrhundert geschaffen. Sein Gemälde zeigt die Geburt Christi. Außerdem besitzt die Kirche eine Kreuzigungsgruppe aus dem 18. Jahrhundert.
Die heutige Orgel wurde 1982 durch die Orgelwerkstatt Alfred Kern & fils unter Verwendung von Materialien (Prospekt und Pfeifen) verschiedener historischer Orgeln aus dem Elsass neu erbaut. Sie verfügt über 24 Register auf zwei Manualen und Pedal und ist eingetragen in der Base Palissy, einer Datenbank über bewegliche Denkmale des französischen Kulturministeriums. Zuvor gab es hier eine Orgel aus dem Jahr 1954, die von Georges Schwenkedel aus Straßburg als Übergangsinstrument gebaut und 1982 nach Colmar verkauft wurde (elf Register, zwei Manuale und Pedal).

## Glocken
Das fünfstimmige Glockengeläut im Kirchturm von Saint-Louis wurde 1975 von der Heidelberger Glockengießerei gegossen und setzt sich wie folgt zusammen:
| Glocke | Name                      | Zusatzname                             | Durchmesser | Gewicht | Schlagton |
| ------ | ------------------------- | -------------------------------------- | ----------- | ------- | --------- |
| 1      | Christ-Roi Christkönig    | Cloche de la Paix Friedensglocke       | 1742 mm     | 3110 kg | b°        |
| 2      | Saint-Louis Hl. Ludwig    | Patron de la France Patron Frankreichs | 1450 mm     | 1775 kg | des′      |
| 3      | Sainte-Marie Hl. Maria    | Cloche de l'angélus Angelusglocke      | 1322 mm     | 1448 kg | es′       |
| 4      | Saint-Benoît Hl. Benedikt | Patron de l'Europe Patron Europas      | 1118 mm     | 0936 kg | ges′      |
| 5      | Sainte-Odile Hl. Odilia   | Cloche des baptêmes Taufglocke         | 0890 mm     | 0462 kg | b′        |